# Route nationale 5 (Croatie)
Pour les articles homonymes, voir Route nationale 5 et D5.
La route nationale 5 (en croate Državna cesta D5), abrégée D5 est une route nationale qui s'étend de Terezino Polje, à la frontière hongroise au nord via Virovitica, Daruvar, Pakrac, Lipik et se terminant au poste frontière de Stara Gradiška au sud. Elle est longue de 123,2 km.